# Nati nel 1955/Novembre
| Questa pagina contiene informazioni ricavate automaticamente dalle voci biografiche con l'ausilio del template Bio e di un bot. L'aggiornamento è periodico e automatico e ricostruisce completamente la pagina. Se manca una persona in questa lista, sei pregato di non aggiungerla, ma accertati piuttosto che la sua voce biografica contenga il template Bio e che i dati anagrafici siano correttamente compilati. Se il template Bio manca, inseriscilo tu stesso o, in alternativa, metti l'avviso {{tmp\|Bio}} che ne segnala la mancanza. Se i dati riportati sono sbagliati, correggi direttamente la voce biografica; le modifiche saranno visibili in questa lista entro pochi giorni. Per chiarimenti vedi il progetto biografie. La lista contiene solo le 264 persone che sono citate nell'enciclopedia e per le quali è stato implementato correttamente il template Bio. Pagina aggiornata al 26 lug 2025. |

- 1º novembre - Joe Arroyo, cantautore colombiano († 2011)
- 1º novembre - Rocco Barbaro, comico e cabarettista italiano
- 1º novembre - Natale D'Amico, politico italiano
- 1º novembre - Beth Leavel, attrice e cantante statunitense
- 1º novembre - Mohsen Medhat Warda, ex cestista egiziano
- 2 novembre - Peter Bossman, medico e politico ghanese
- 2 novembre - Kenneth Mapp, politico americo-verginiano
- 2 novembre - Mark Reynolds, ex velista statunitense
- 2 novembre - Kōji Tanaka, allenatore di calcio e ex calciatore giapponese
- 3 novembre - Millan Baçi, ex calciatore albanese
- 3 novembre - Steven Gregg, nuotatore statunitense († 2024)
- 3 novembre - Eisi Gulp, attore, ballerino e showman tedesco
- 3 novembre - Michel Renquin, allenatore di calcio e ex calciatore belga
- 3 novembre - Yukihiko Tsutsumi, regista e sceneggiatore giapponese
- 4 novembre - Benedetto Carrara, ex fondista italiano
- 4 novembre - Caterina Costantini, attrice italiana
- 4 novembre - Giuliano Dall'Ò, architetto e saggista italiano
- 4 novembre - David Julius, fisiologo statunitense
- 4 novembre - Enrique Magdaleno, ex calciatore spagnolo
- 4 novembre - Steve Mariucci, allenatore di football americano statunitense
- 4 novembre - Cliff Marshall, calciatore inglese († 2021)
- 4 novembre - Mauro Meacci, abate italiano
- 4 novembre - Mauro Coruzzi, personaggio televisivo, conduttore radiofonico e cantante italiano
- 4 novembre - Garrison Rochelle, ballerino e coreografo statunitense
- 4 novembre - Laurie Tenney, ex tennista statunitense
- 4 novembre - Renzo Tombolato, ex cestista italiano
- 4 novembre - Matti Vanhanen, politico finlandese
- 4 novembre - Allan Zachariassen, ex maratoneta e ex mezzofondista danese
- 5 novembre - Maurizio Baldassarri, carabiniere italiano († 1997)
- 5 novembre - Dennis Boyd, ex giocatore di football americano statunitense
- 5 novembre - Claire M. Fraser, microbiologa statunitense
- 5 novembre - Ulrich Hahn, ex slittinista tedesco orientale
- 5 novembre - Kris Jenner, personaggio televisivo, socialite e imprenditrice statunitense
- 5 novembre - Roberta Paladini, attrice, doppiatrice e direttrice del doppiaggio italiana
- 5 novembre - Nestor Serrano, attore statunitense
- 5 novembre - Misael Vacca Ramírez, arcivescovo cattolico colombiano
- 5 novembre - Francisca Van Dunem, avvocata e politica angolana
- 5 novembre - Christian Vincent, regista e sceneggiatore francese
- 5 novembre - Martin Winter, canottiere tedesco († 1988)
- 5 novembre - Óscar Wirth, ex calciatore cileno
- 6 novembre - Elsa Agalbato, attrice teatrale e regista teatrale italiana
- 6 novembre - Catherine Asaro, scrittrice statunitense
- 6 novembre - Cristina Gazzera, conduttrice televisiva, showgirl e compositrice italiana († 2022)
- 6 novembre - Peter Hrdlitschka, ex nuotatore tedesco
- 6 novembre - Kaki Hunter, attrice statunitense
- 6 novembre - José Francisco Nieto, calciatore colombiano († 2021)
- 6 novembre - William H. McRaven, ammiraglio statunitense
- 6 novembre - Philip Radice, attore teatrale e regista teatrale statunitense
- 6 novembre - Ken Read, dirigente sportivo e ex sciatore alpino canadese
- 6 novembre - Maria Shriver, giornalista, scrittrice e attivista statunitense
- 7 novembre - Samir Bannout, ex culturista libanese
- 7 novembre - James Bradley, cestista statunitense († 2023)
- 7 novembre - Kurt Richard Burnette, vescovo cattolico statunitense
- 7 novembre - Giuseppe Di Lavore, italiano († 1982)
- 7 novembre - Norbert Eder, allenatore di calcio e calciatore tedesco († 2019)
- 7 novembre - Eugenio Filograna, imprenditore, dirigente d'azienda e politico italiano
- 7 novembre - Ralph Johnson, informatico statunitense
- 7 novembre - Joan Planellas i Barnosell, arcivescovo cattolico spagnolo
- 7 novembre - Paul Romer, economista e imprenditore statunitense
- 7 novembre - Carmelo Zappulla, cantante e attore italiano
- 8 novembre - Patricia Barber, cantante, pianista e compositrice statunitense
- 8 novembre - Alessandro Bottacchiari, ex rugbista a 15 italiano
- 8 novembre - John Carroll, allenatore di pallacanestro statunitense
- 8 novembre - Magica Aidan, cantante italiana († 2016)
- 8 novembre - Jacques N'Guea, calciatore camerunese († 2022)
- 8 novembre - Martin Walsh, montatore britannico
- 9 novembre - Marino Filippo Arrigoni, attore e regista italiano
- 9 novembre - Lorenzo Becattini, politico italiano
- 9 novembre - Mario Benedetti, poeta italiano († 2020)
- 9 novembre - Karen Dotrice, attrice britannica
- 9 novembre - Thomas F. Duffy, attore e scenografo statunitense
- 9 novembre - Rosario Fernández, politica e avvocata peruviana
- 9 novembre - Fernando Meirelles, regista e sceneggiatore brasiliano
- 9 novembre - Franco Sioli, baritono e pianista italiano († 2021)
- 9 novembre - Mick Wallace, politico irlandese
- 10 novembre - Maria Giuseppa Castiglione, politica italiana
- 10 novembre - Alessandro Cosimi, politico italiano
- 10 novembre - Roland Emmerich, regista, sceneggiatore e produttore cinematografico tedesco
- 10 novembre - Clare Higgins, attrice britannica
- 10 novembre - Debbie Jacobs, cantante e filantropa statunitense
- 10 novembre - Horacio Pagani, imprenditore argentino
- 10 novembre - Gino Pasqualotto, hockeista su ghiaccio italiano († 2019)
- 10 novembre - Bruno Peyron, navigatore e velista francese
- 10 novembre - Atanas Uzunov, ex arbitro di calcio bulgaro
- 11 novembre - George Alhassan, ex calciatore ghanese
- 11 novembre - Dave Alvin, musicista e cantante statunitense
- 11 novembre - Enrico Bernard, drammaturgo, regista e italianista italiano
- 11 novembre - Warren Bryant, giocatore di football americano statunitense († 2021)
- 11 novembre - Filip De Man, politico e giornalista belga
- 11 novembre - Earl Evans, cestista statunitense († 2012)
- 11 novembre - Boney Kapoor, produttore cinematografico indiano
- 11 novembre - Stephen Lee, attore statunitense († 2014)
- 11 novembre - Gregory John Mansour, vescovo cattolico statunitense
- 11 novembre - Friedrich Merz, politico e avvocato tedesco
- 11 novembre - Žarko Odžakov, allenatore di calcio, ex calciatore e ex giocatore di calcio a 5 jugoslavo
- 11 novembre - Kambuzia Partovi, regista e sceneggiatore iraniano († 2020)
- 11 novembre - Maddalena Silvestri, ex sciatrice alpina italiana
- 11 novembre - Jigme Singye Wangchuck, re bhutanese
- 12 novembre - Francesca Gherardi, zoologa italiana († 2013)
- 12 novembre - Louan Gideon, attrice statunitense († 2014)
- 12 novembre - Claudio Grassi, politico italiano
- 12 novembre - Miloš Hrstić, allenatore di calcio e ex calciatore jugoslavo
- 12 novembre - Harald Maack, attore e regista teatrale tedesco
- 12 novembre - Imee Marcos, politica, autrice televisiva e produttrice televisiva filippina
- 12 novembre - Tullio Morganti, tecnico del suono italiano
- 12 novembre - Luis Oroño, ex cestista e allenatore di pallacanestro argentino
- 12 novembre - Ellekappa, vignettista italiana
- 12 novembre - Mariella Virgilio, ex calciatrice italiana
- 12 novembre - Ike Willis, cantante e chitarrista statunitense
- 13 novembre - Boris Aleksandrov, hockeista su ghiaccio kazako († 2002)
- 13 novembre - Jacques Eric Fabre, vescovo cattolico haitiano
- 13 novembre - Whoopi Goldberg, attrice e conduttrice televisiva statunitense
- 13 novembre - Kim Ho-chul, allenatore di pallavolo e ex pallavolista sudcoreano
- 13 novembre - Hervé Le Corre, scrittore francese
- 13 novembre - Eli Marom, generale israeliano
- 13 novembre - Sōtīrīs Sakellariou, ex cestista greco
- 14 novembre - Kevin S. Bright, produttore televisivo e regista statunitense
- 14 novembre - Roy Cotton, ex calciatore inglese
- 14 novembre - Philip Anthony Egan, vescovo cattolico britannico
- 14 novembre - Sulejman Halilović, ex calciatore jugoslavo
- 14 novembre - Heidi Hautala, politica finlandese
- 14 novembre - Matthias Herget, ex calciatore tedesco
- 14 novembre - Bernd Lange, politico tedesco
- 14 novembre - Kōichi Nakano, ex pistard giapponese
- 14 novembre - Jack Sikma, ex cestista e allenatore di pallacanestro statunitense
- 14 novembre - Galina Sovetnikova, ex canottiera russa
- 15 novembre - Buck Adams, attore pornografico statunitense († 2008)
- 15 novembre - Salvatore Buzzi, criminale e imprenditore italiano
- 15 novembre - Ildikó Enyedi, regista e sceneggiatrice ungherese
- 15 novembre - Paul Knochel, chimico francese
- 15 novembre - Alberto Luca Recchi, esploratore, scrittore e fotografo italiano
- 15 novembre - Gustavo Trelles, ex pilota di rally uruguaiano
- 15 novembre - Leo van Vliet, ex ciclista su strada olandese
- 15 novembre - Martien Vreijsen, ex calciatore olandese
- 16 novembre - Maria Assunta Accili, ambasciatrice italiana
- 16 novembre - Marie-Hélène Aubert, politica francese
- 16 novembre - Delio Cassetta, direttore d'orchestra e musicista italiano
- 16 novembre - Héctor Cúper, allenatore di calcio e ex calciatore argentino
- 16 novembre - Chip Johannessen, sceneggiatore e produttore televisivo statunitense
- 16 novembre - Jun Kunimura, attore giapponese
- 16 novembre - Guillermo Lasso, imprenditore, banchiere e politico ecuadoriano
- 16 novembre - Sergio Melillo, vescovo cattolico italiano
- 16 novembre - Herbert Oberhofer, calciatore austriaco († 2012)
- 16 novembre - Alex Partexano, attore italiano
- 16 novembre - Anna Vanzan, iranista, islamista e traduttrice italiana († 2020)
- 17 novembre - Patrick Achi, politico ivoriano
- 17 novembre - Pier Luigi Andreoni, tastierista, compositore e polistrumentista italiano
- 17 novembre - Mino Caprio, attore, doppiatore e direttore del doppiaggio italiano
- 17 novembre - Filippo Citterio, allenatore di calcio e ex calciatore italiano
- 17 novembre - Yolanda King, attrice e produttrice cinematografica statunitense († 2007)
- 17 novembre - Sulejman Mema, allenatore di calcio e ex calciatore albanese
- 17 novembre - John Robbie, rugbista a 15 e conduttore radiofonico irlandese
- 17 novembre - Lido Tomasi, ex saltatore con gli sci italiano
- 17 novembre - Tommy Tynan, allenatore di calcio e ex calciatore inglese
- 18 novembre - Fabrizio Camilli, politico e imprenditore italiano
- 18 novembre - Glenn Carano, ex giocatore di football americano statunitense
- 18 novembre - Pamela Kyle Crossley, storica statunitense
- 18 novembre - Ruta Gerulaitis, ex tennista statunitense
- 18 novembre - Svante Rasmuson, ex pentatleta e nuotatore svedese
- 18 novembre - Marco Susini, politico italiano
- 18 novembre - Cristina Tonelli, ex cestista italiana
- 19 novembre - Marilda Donà, attrice italiana
- 19 novembre - Francisco González, ex tennista paraguaiano
- 19 novembre - Gloria Guida, attrice e conduttrice televisiva italiana
- 19 novembre - Sam Hamm, sceneggiatore statunitense
- 19 novembre - Reima Salonen, ex marciatore finlandese
- 19 novembre - Ulla Tapaninen, attrice, comica e doppiatrice finlandese
- 19 novembre - Dianne de Leeuw, ex pattinatrice artistica su ghiaccio olandese
- 20 novembre - Rapisardo Antinucci, politico italiano
- 20 novembre - Angela Finocchiaro, attrice e comica italiana
- 20 novembre - Toshio Matsuura, allenatore di calcio e ex calciatore giapponese
- 20 novembre - Raymond Ozzie, imprenditore statunitense
- 20 novembre - Piero Pizzi Cannella, artista e pittore italiano
- 20 novembre - Erica Rossi, ex velocista italiana
- 20 novembre - Ján Tánczos, saltatore con gli sci slovacco
- 21 novembre - Cedric Maxwell, ex cestista e allenatore di pallacanestro statunitense
- 22 novembre - Giovanni Alterio, politico italiano († 1999)
- 22 novembre - Milan Bandić, politico croato († 2021)
- 22 novembre - Joe Coleman, artista, pittore e illustratore statunitense
- 22 novembre - Paolo D'Achille, linguista italiano
- 22 novembre - James Edwards, ex cestista statunitense
- 22 novembre - Mansour Muftah, ex calciatore qatariota
- 22 novembre - Carlo Mucari, attore italiano
- 23 novembre - Harolyn Blackwell, soprano statunitense
- 23 novembre - Manuel Botubot, ex calciatore spagnolo
- 23 novembre - Massimo Calearo Ciman, imprenditore e ex politico italiano
- 23 novembre - Peter Douglas, produttore cinematografico, regista e direttore della fotografia statunitense
- 23 novembre - Ludovico Einaudi, compositore e pianista italiano
- 23 novembre - Danilo Ferrari, allenatore di calcio e ex calciatore italiano
- 23 novembre - Milan Figala, hockeista su ghiaccio e allenatore di hockey su ghiaccio cecoslovacco († 2000)
- 23 novembre - Kōnstantinos Kouīs, allenatore di calcio e ex calciatore greco
- 23 novembre - Mary Landrieu, politica statunitense
- 23 novembre - Mariele Millowitsch, attrice tedesca
- 23 novembre - Sofie Petersen, vescova luterana groenlandese
- 23 novembre - Patricia Pilchard, conduttrice televisiva, modella e annunciatrice televisiva italiana
- 24 novembre - Wulfe Balk, ex schermidore canadese
- 24 novembre - John Carleton, rugbista a 15 britannico
- 24 novembre - Einar Kárason, scrittore e sceneggiatore islandese
- 24 novembre - Francesco Marino, vescovo cattolico italiano
- 24 novembre - Andrea Marinoni, pilota motociclistico italiano
- 24 novembre - Najīb Mīqātī, politico e imprenditore libanese
- 24 novembre - Sergio Segio, ex terrorista, scrittore e saggista italiano
- 24 novembre - Sandro De Franciscis, medico e ex politico italiano
- 25 novembre - Dale Allison, biblista statunitense
- 25 novembre - Norman Buckley, regista televisivo e montatore statunitense
- 25 novembre - Patrick Crombé, artista e scultore belga († 2021)
- 25 novembre - Rolf Gehring, ex tennista tedesco
- 25 novembre - Bruce Hopkins, attore neozelandese
- 25 novembre - Aljaksandr Kazulin, politico bielorusso
- 25 novembre - Kurt Niedermayer, ex calciatore tedesco
- 25 novembre - Connie Palmen, scrittrice olandese
- 25 novembre - Gabriele Podavini, ex calciatore e allenatore di calcio italiano
- 25 novembre - Bruno Tonioli, ballerino, coreografo e personaggio televisivo italiano
- 25 novembre - Mustafa Uğurlu, attore turco
- 26 novembre - Antonio Ciampaglia, politico italiano
- 26 novembre - Don Hahn, produttore cinematografico e regista statunitense
- 26 novembre - Tracy Hickman, scrittore e autore di giochi statunitense
- 26 novembre - Jelko Kacin, politico sloveno
- 26 novembre - Toshikazu Kawasaki, artista giapponese
- 26 novembre - Evans Paul, politico haitiano
- 26 novembre - Oldřich Vlasák, politico ceco († 2024)
- 26 novembre - Olga de Ángulo, nuotatrice colombiana († 2011)
- 27 novembre - Jan Berger, ex calciatore cecoslovacco
- 27 novembre - Evelina Christillin, dirigente d'azienda, dirigente pubblica e dirigente sportiva italiana
- 27 novembre - George H. Cohen, imprenditore e filantropo canadese
- 27 novembre - Freddy Deeb, giocatore di poker libanese
- 27 novembre - A.J. Duhe, ex giocatore di football americano statunitense
- 27 novembre - Andrej Koželj, ex sciatore alpino jugoslavo
- 27 novembre - Andrés Montes, giornalista spagnolo († 2009)
- 27 novembre - Bill Nye, divulgatore scientifico, conduttore televisivo e ingegnere statunitense
- 27 novembre - Mike Spiteri, cantante maltese
- 27 novembre - Valerij Čechov, scacchista russo
- 28 novembre - Alessandro Altobelli, ex calciatore italiano
- 28 novembre - Michel Amathieu, direttore della fotografia francese
- 28 novembre - George Andrews, ex giocatore di football americano statunitense
- 28 novembre - François Boucq, fumettista francese
- 28 novembre - Wendy Brown, filosofa statunitense
- 28 novembre - Antônio Dumas, allenatore di calcio brasiliano († 2019)
- 28 novembre - Terry Holladay, ex tennista statunitense
- 28 novembre - Adem Jashari, generale albanese († 1998)
- 28 novembre - Rudy McCollum, politico e avvocato statunitense
- 28 novembre - David James Oakley, vescovo cattolico britannico
- 28 novembre - Sergio Pellandini, pilota motociclistico svizzero
- 28 novembre - Miguel Ángel Portugal, ex calciatore e allenatore di calcio spagnolo
- 28 novembre - Robi Zonca, musicista italiano
- 29 novembre - Roberto Arioldi, cavaliere italiano
- 29 novembre - Vittore Erba, allenatore di calcio e ex calciatore italiano
- 29 novembre - Howie Mandel, conduttore televisivo, comico e attore canadese
- 29 novembre - Hassan Sheikh Mohamud, politico somalo
- 29 novembre - Tic Price, allenatore di pallacanestro statunitense
- 29 novembre - Marcello Taglialatela, politico italiano
- 30 novembre - Billy Idol, cantante britannico
- 30 novembre - Richard Burr, politico statunitense
- 30 novembre - Renata Calderini, ballerina italiana
- 30 novembre - Kevin Conroy, attore e doppiatore statunitense († 2022)
- 30 novembre - David Dunne, ex nuotatore britannico
- 30 novembre - Lucio Filippucci, fumettista italiano
- 30 novembre - Peter Fishman, scultore e pittore russo
- 30 novembre - Deborra-Lee Furness, attrice, regista e produttrice cinematografica australiana
- 30 novembre - Andy Gray, ex calciatore scozzese
- 30 novembre - Robert Houston, regista e attore statunitense
- 30 novembre - Joel Kramer, ex cestista statunitense
- 30 novembre - Bill Pohlad, produttore cinematografico e regista statunitense
- 30 novembre - Muricy Ramalho, dirigente sportivo, allenatore di calcio e ex calciatore brasiliano